# Campo de refugiados de Moria

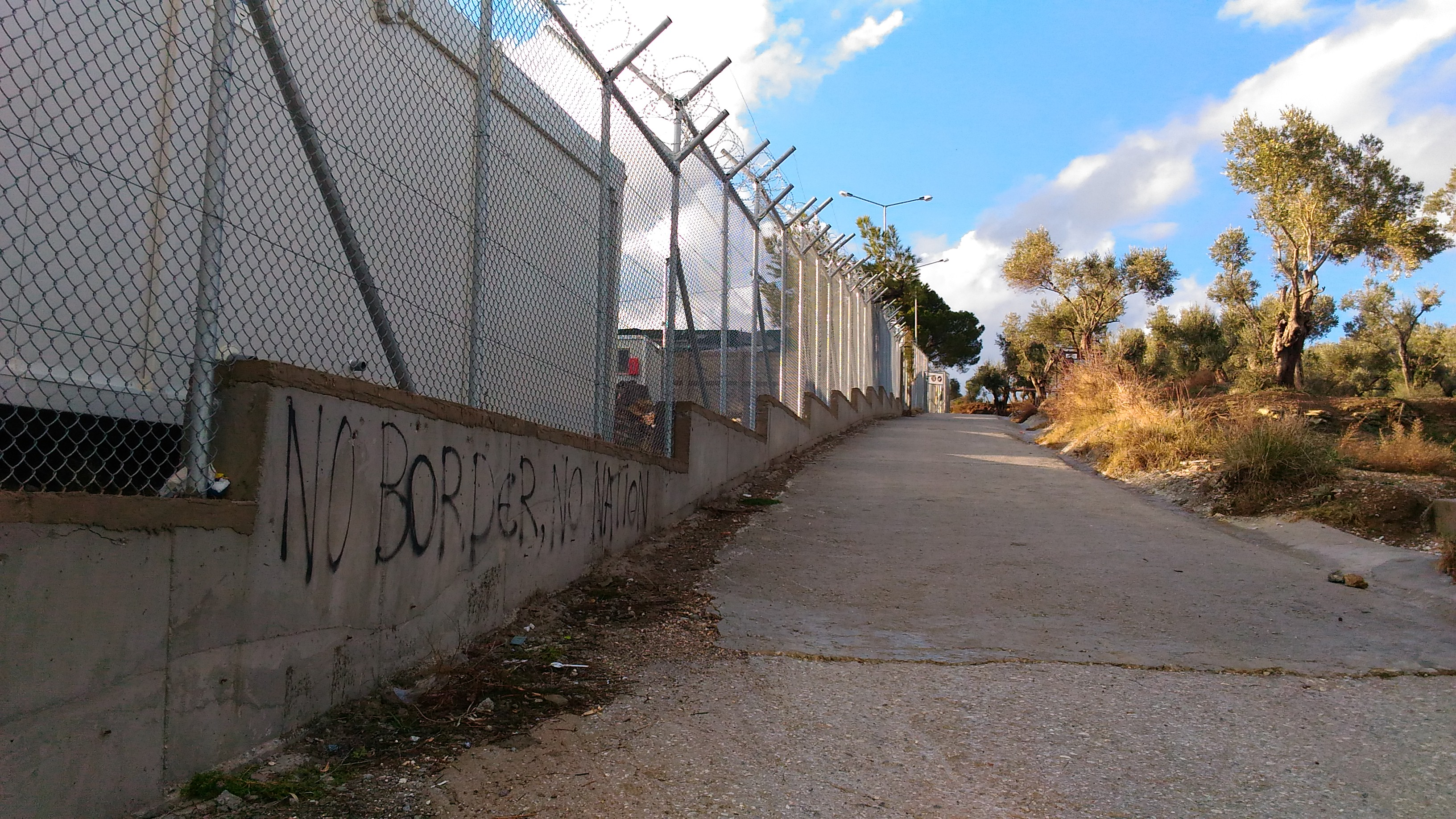
Afueras del campamento de Moria, en Lesbos (15 de enero de 2017)

El Centro de Recepción e Identificación de Moria (en griego: Κέντρο Υποδοχής και Ταυτοποίησης Μόριας), más conocido como campo de refugiados de Moria o simplemente Moria, fue el principal campo de refugiados de la isla de Lesbos, en Grecia y uno de los puntos calientes de la migración en Europa. Permaneció activo entre 2013 y 2020, cuando quedó destruido por un incendio.
El campo se encontraba situado en medio de un olivar, a menos de 1 km de la costa y a 5 km de la capital regional, Mitilene, y delimitado por una valla y alambre de espino. El Alto Comisionado de las Naciones Unidas para los Refugiados (ACNUR) y diversas organizaciones no gubernamentales han denunciado las malas condiciones de vida y la falta de seguridad.

## Historia

### Origen
El «primer centro de recepción» abrió sus puertas el 26 de septiembre de 2013 en un antiguo campamento militar ofrecido por el Ministerio de Seguridad Nacional al Ministerio de Protección Civil. En julio de 2014 se construyó un centro de detención en el mismo entorno con capacidad para 750 personas. Considerado un punto caliente desde 2015, el campamento se convirtió en un centro de registro y control con el objetivo de acoger, tratar en caso necesario y registrar a las personas que llegaban mediante el sistema de huellas digitales Eurodac.
En el verano de 2015 alcanzó el máximo de ocupación con la llegada de entre 80 y 100 embarcaciones neumáticas, cada una con una cuarentena de personas. La muerte del niño Alan Kurdi el 2 de septiembre en una playa de Turquía provocó un choque mediático y volvió a abrir el debate sobre la acogida de los migrantes sirios. El 23 de septiembre, el Consejo Europeo de Refugiados y Exiliados reunió en Bruselas a los ministros de Interior de la Unión Europea y decidió crear puntos calientes (hotspots) o campos de asistencia para dar respuesta a las presiones migratorias en las fronteras exteriores de la UE.
El campo de refugiados de Moria está financiado en un 75% por la Unión Europea y en un 25% por el gobierno griego. En el campo, trabajan diversos operadores e instituciones en coordinación con las autoridades griegas, como la Oficina Europea de Apoyo al Asilo, Frontex, Europol y Eurojust. En octubre de 2015 también se produjo la llegada de numerosas ONG a la isla y a Moria. La capacidad de acogida del centro de registro y control se amplió a 3500 plazas, pero la afluencia de refugiados y su tránsito a Moria superó con creces la capacidad prevista. Para 2016, el campo tenía 7000 refugiados.

### Acuerdo euroturco de 2016
Hasta marzo de 2016 era un centro abierto gestionado por los servicios de asilo griegos, con alojamientos temporales y atención sanitaria. Esto cambió con el acuerdo en 2016 entre la Unión Europea y Turquía. Con este acuerdo, se permitía el retorno a Turquía de los inmigrantes que llegasen al territorio griego. De esta manera, Moria se convirtió en un centro de detención dirigido por la policía y el ejército.
El acuerdo produjo otros cambios. Varias de las ONG que habían estado trabajando hasta entonces en el campo de refugiados junto con ACNUR tuvieron que abandonar la zona. Médicos Sin Fronteras decidió suspender sus actividades en el campo al considerar que las condiciones ya no permitían proporcionar atención y ayuda a la población de manera imparcial e independiente. ACNUR dejó de enviar ayuda material, al negarse a participar en una política de detención y retorno de refugiados. Save the Children y BSF, por su parte, optaron por quedarse y transmitieron su postura a los medios.[cita requerida]
Para enero de 2020, el campo había superado los 20 000 refugiados. La gran mayoría no tenían acceso a las infraestructuras interiores del campamento y tuvieron que instalarse en tiendas de campaña improvisadas en el olivar aledaño, un espacio bautizado como «la jungla» de Moria. Se producían disturbios y peleas casi a diario, y en ocasiones se saldaban con alguna víctima mortal.

### Incendio de 2020
El 9 y 10 de septiembre de 2020, un gran incendio destruyó completamente el campamento. Se habría declarado tras la revuelta de algunos solicitantes de asilo, después de que se llevaran a cabo procedimientos de aislamiento relacionados con casos de COVID-19. La prensa internacional comentó al respecto que se trataba de una catástrofe anunciada.
La situación se volvió rápidamente catastrófica. Los migrantes trataron de huir, pero el ejército, los residentes enojados y grupos de extrema derecha les atacaron en la carretera mientras se impedía el acceso a las ONG. Numerosas fuerzas policiales griegas fueron enviadas al lugar de los hechos, incluidos dos cañones de agua y al menos nueve batallones de policía. El gobierno griego, que había votado un año antes a favor de endurecer la legislación sobre asilo, prometió construir nuevos campos en Lesbos y las islas circundantes, a pesar de la oposición de los residentes y de los migrantes.
La UE organizó la transferencia de 400 menores no acompañados para distribuirlos entre países europeos voluntarios, principalmente Alemania y Francia, y en menor medida los Países Bajos, Finlandia, Bélgica, Luxemburgo, Eslovenia, Croacia, Portugal y Suiza. Durante su presidencia rotatoria de la UE, Alemania propuso a los países la distribución de solicitantes de asilo. La idea fue apoyada por algunas ciudades y regiones alemanas, pero inmediatamente rechazada por Austria y los Países Bajos.
Tras el cierre del campo de Moria, se instaló un campo provisional junto al campo de refugiados de Kará Tepé.[cita requerida]